# شن‌خیزش

فشار هوای رو به پایین در بالگرد شینوک و شن‌خیزش آن

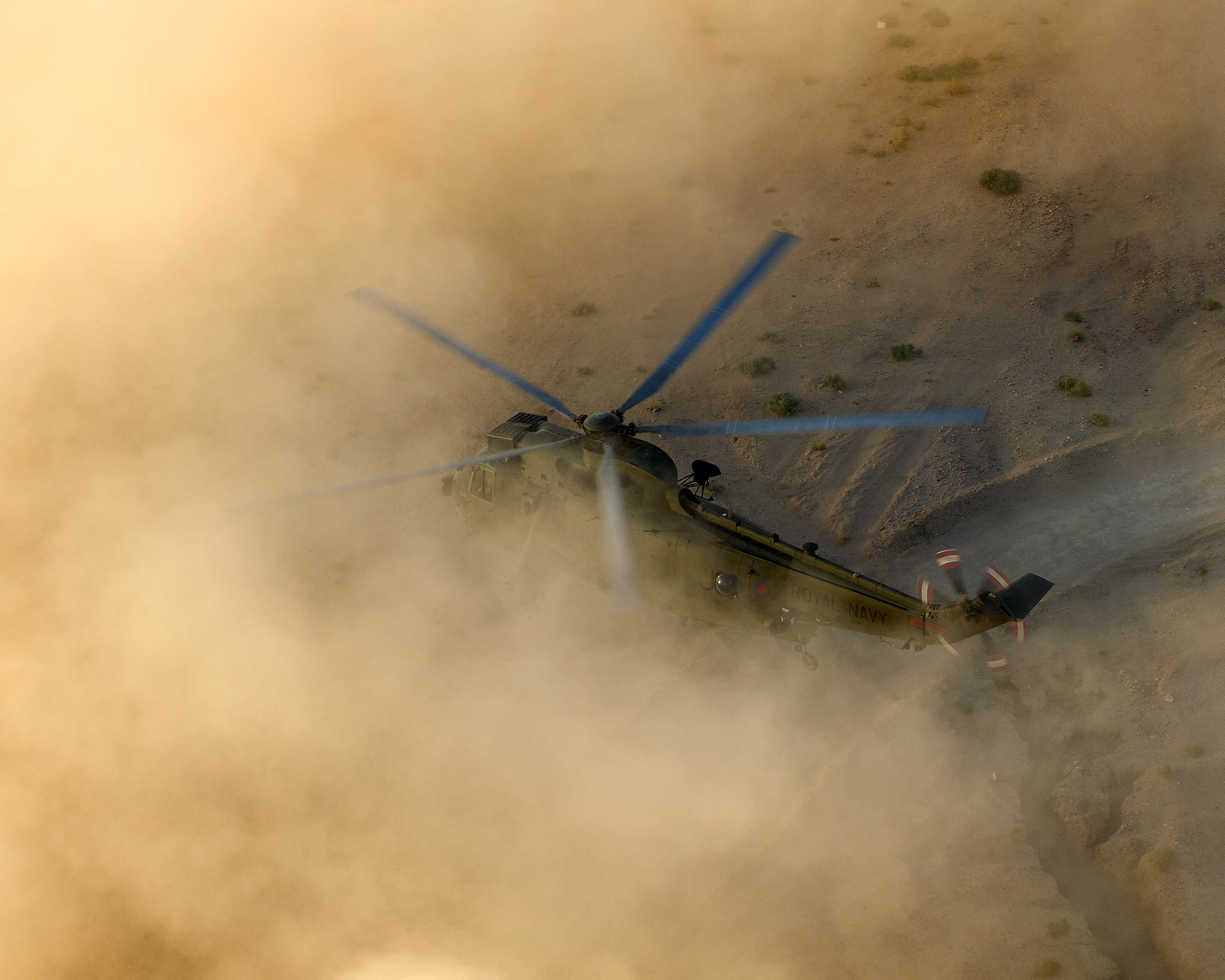
بالگرد سیکورسکی اس‌اچ-۳ سی کینگ و شن‌خیزش پروانه این بالگرد

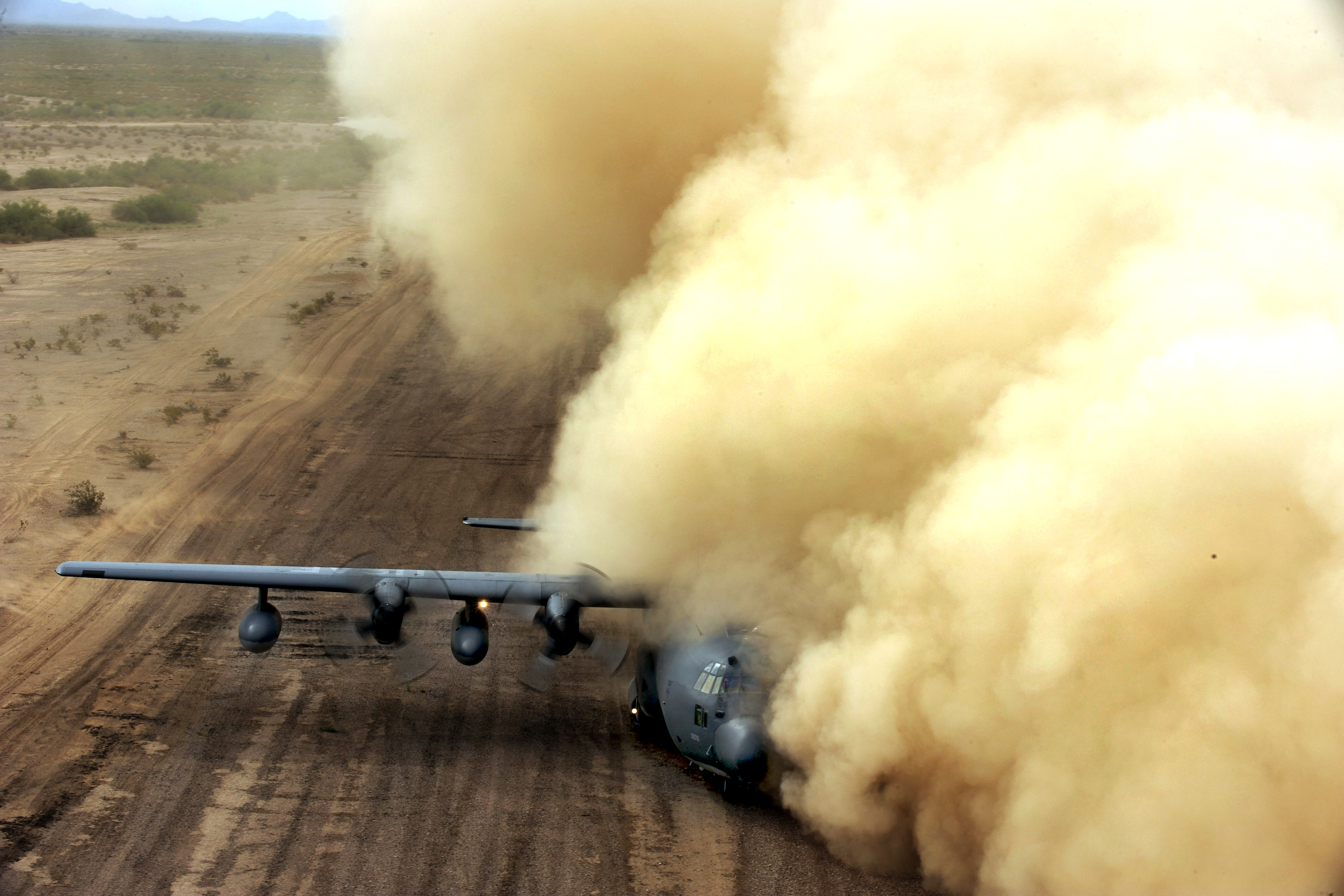
فرود لاکهید سی-۱۳۰ هرکولس در باند شنی

شن‌خیزش به شرایطی از پرواز گفته می‌شود که شن زیادی در هوا برخاسته و دید خلبانان را محدود می‌کند. در هنگام شن‌خیزش، خلبان نمی‌تواند محیط و اجسام اطراف هواگرد را به خوبی ببیند. این شرایط ممکن است به کاهش آگاهی موقعیتی بینجامد که ممکن است با یک سقوط یا سانحه همراه شود. فرود یک هواپیما یا بالگرد در هنگام شن‌خیزش همانند آن است که یک راننده بخواهد با چشمان بسته، خودرو را به پارک دوبله ببرد.

## شرح رویداد
رویداد شن‌خیزش در هنگام نشست و برخاست بالگردها در بیابان، بیشترین آمار سانحه را رقم می‌زند. پرواز یک بالگرد در نزدیکی یک «زمین شن‌خیز» موجب می‌شود شن‌ها از زمین بلند شده و ابری از شن جلوی دید خلبان را بگیرد که این رویداد بعنوان یکی از خطرناک‌ترین شرایط برای بالگردها درنظر گرفته شده و راه‌های پرهیز از آن به خلبانان آموزش داده می‌شود. خلبان باید از زمین‌هایی که مستعد شن‌خیزش هستند پرهیز نماید و در صورتی که دید خلبان به کلی مختل شود، باید از فرود انصراف داده و در مکان دیگری فرود بیاید. زیرا در صورتی که خلبان ساده‌انگاری کند و این شرایط را نادیده بگیرد، ممکن است در بالانس کردن بالگرد دچار اشتباه شده و با واژگونی پویا روبرو شود. بنا بر آمار نیروی زمینی ایالات متحده آمریکا تا سال ۲۰۰۵ میلادی، حوادث ناشی از شن‌خیزش در ارتش آمریکا به حدی بوده که از مجموع همهٔ دلایل دیگر در سقوط و حوادث بالگردی نیز بیشتر بوده‌است.
چند فاکتور مهم وجود دارد که موجب می‌شود شن‌خیزش شدیدتر و بدتر نیز شود؛ ازجمله:

### فاکتورها
- میزان بارگیری پروانه
- آرایش پروانه اصلی بالگرد
- ترکیبات خاک
- میزان باد
- سرعت یا زاویهٔ فرود

### روش‌های کنترل شن‌خیزش
- آماده‌سازی مکان فرود
- تکنیک‌های خلبانی
- سامانه‌های الکترونیکی سه‌بعدی دارای نمایشگر برای دید در طوفان

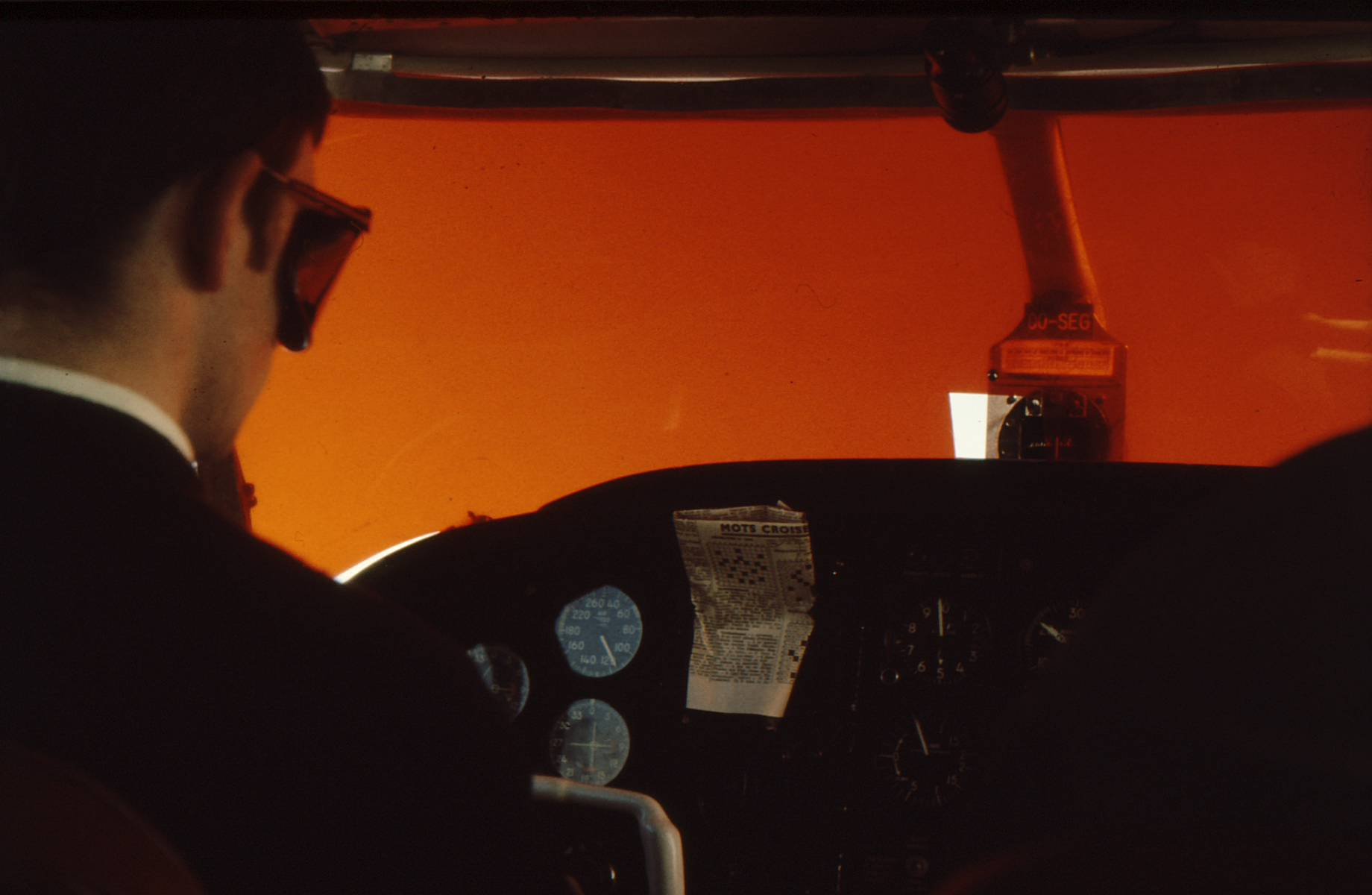
تاری دید از چشمان خلبان

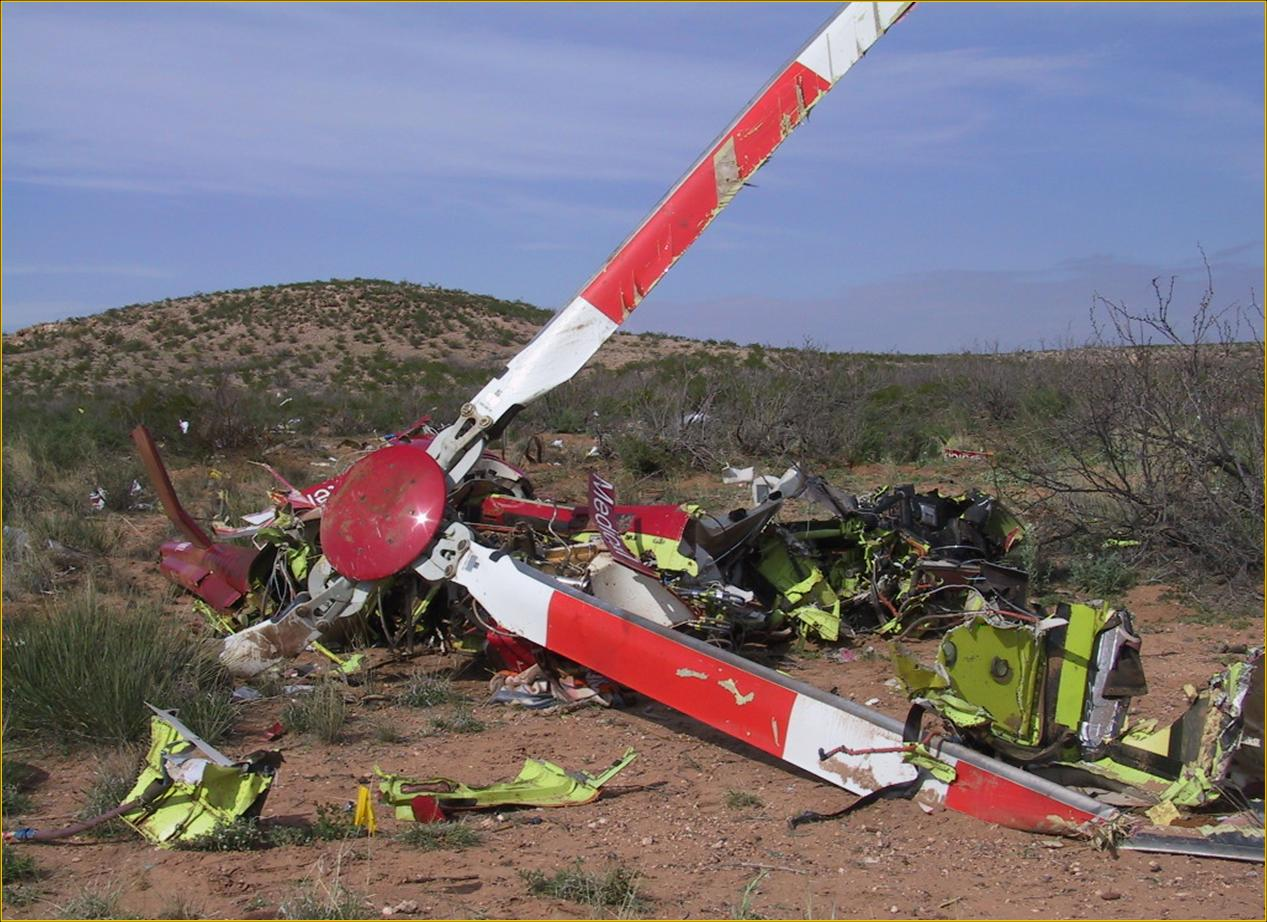
لاشهٔ «اِن-۵۰۲-اِم‌تی» آمبولانس هوایی تگزاس

- سامانه‌های بدون نمایشگر که با حسگر و هشدار کار می‌کنند همانند سامانه آگاهی از وضعیت تاکتیکی (TSAS)
- عقربهٔ نشانگر زاویهٔ افقی بالگرد
- بهبود اصول آیرودینامیک و طراحی پروانه‌های پیشرفتهٔ پرزن همانند پروانهٔ به‌کاررفته در آگوستاوستلند ای‌دابلیو۱۰۱

## تاری دید
در صورتی که بالگرد به سامانه‌های الکترونیکی پیشرفته، نمایشگر سربالا، حسگرهای تعیین زاویه یا کلاهخود هوشمند مجهز نباشد، خلبان باید بدون این ابزار و به‌صورت سنتی بالگرد یا هواپیما را فرود بیاورد که درواقع کاری بسیار شانسی و ریسک‌پذیر است. زیرا خلبان هیچگونه دیدی به اطراف ندارد و باید با بهره‌گیری از غریزه و تجربهٔ خود این فرود را انجام دهد. همچنین ممکن است دچار خطای دید و توهم شود و شرایط را به گونه‌ای ببیند که در حقیقت آنطور نیست. در هنگام فرود به‌کارگیری چراغ‌های پرنور همانند نورافکن می‌توانند شرایط را کمی بهتر کنند تا همانند مه‌شکن خودرو عمل کرده و دید خلبان را افزایش دهد.

## حوادث
تاکنون حوادث بسیار زیادی در حوزه نظامی و غیرنظامی در رابطه با شن‌خیزش رخ داده‌است.
- در سال ۲۰۰۱ در خلال حمله آمریکا به افغانستان، یک فروند سیکورسکی یواچ-۶۰ بلک هاوک در کشور پاکستان به دلیل شن‌خیزش سقوط کرد که ۲ کلاه‌سبز آمریکایی کشته و ۳ نفر دیگر زخمی شدند.[۱۱][۱۲][۱۳]
- در سال ۲۰۰۴ میلادی در ایالت تگزاس آمریکا، بالگرد بل ۴۰۷ گروه آمبولانس هوایی با نام «اِن-۵۰۲-اِم‌تی» برای نجات یک بیمار اعزام شد که پس از رسیدن به مکان مسکونی، بیمار و مادر بیمار را با موفقیت سوار کرد؛ ولی در راه بیمارستان به شب برخورد کرد و دید خلبان کاهش یافت؛ خلبان با نزدیک شدن به زمین دچار شن‌خیزش نیز شد و کنترل بالگرد از دست رفت و به کلی متلاشی شد. در آن حادثه، خلبان، کمک‌خلبان، بیمار و مادر بیمار جان خود را از دست دادند و پرستار آمبولانس هوایی نیز به شدت زخمی شد.[۱۴]

## نگارخانه

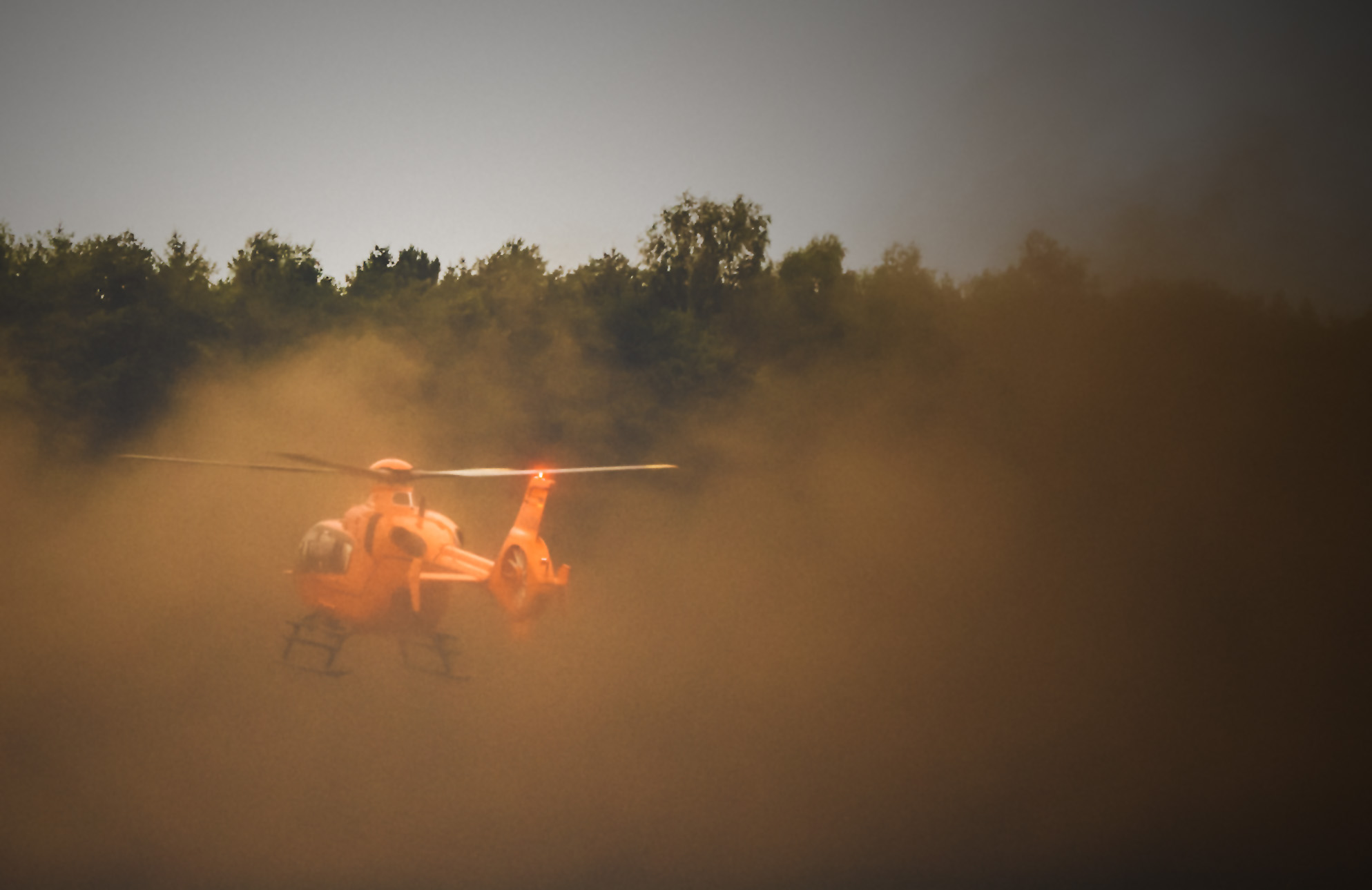
یوروکوپتر ئی‌سی۱۳۵
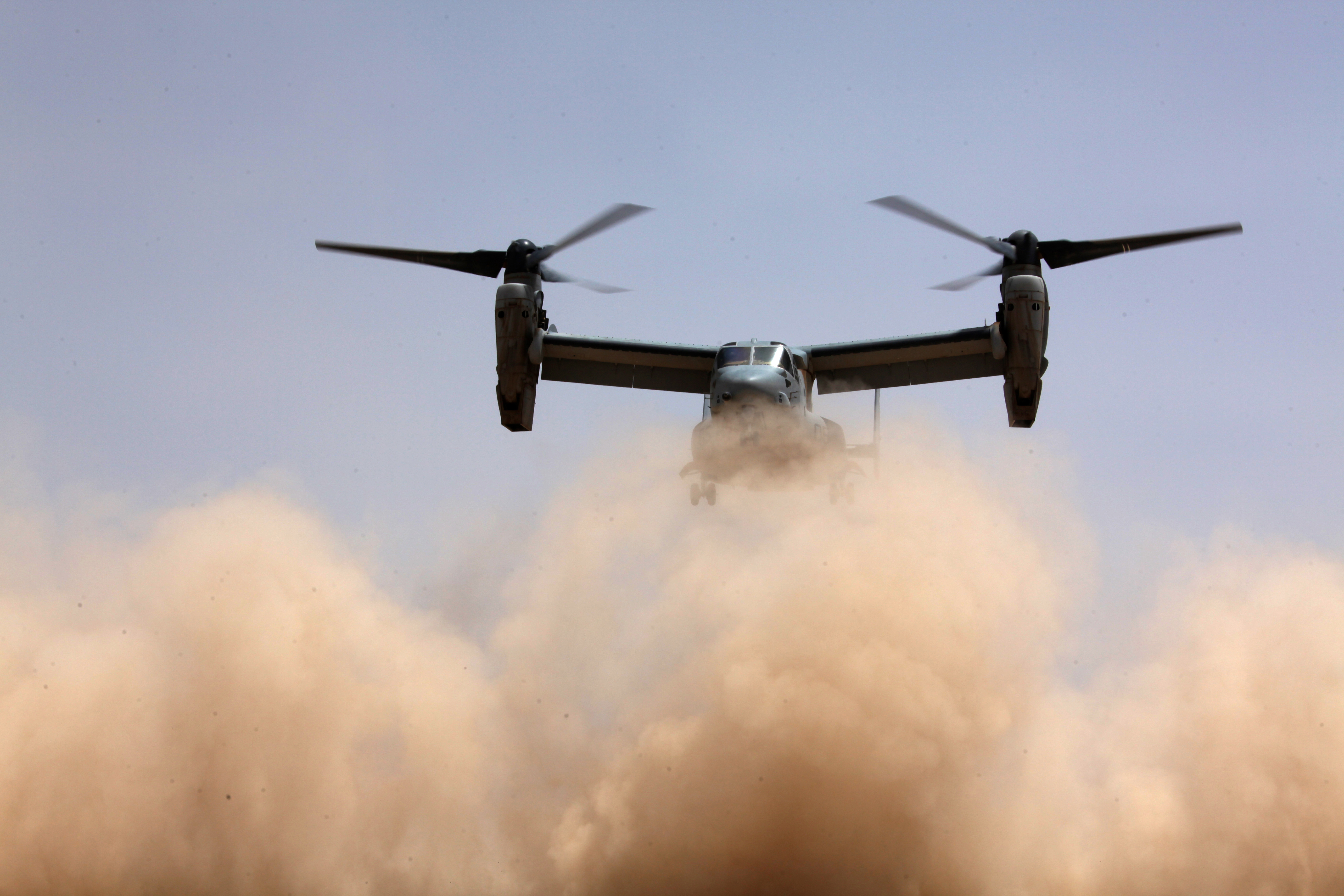
بل بوئینگ وی-۲۲ آسپری در افغانستان
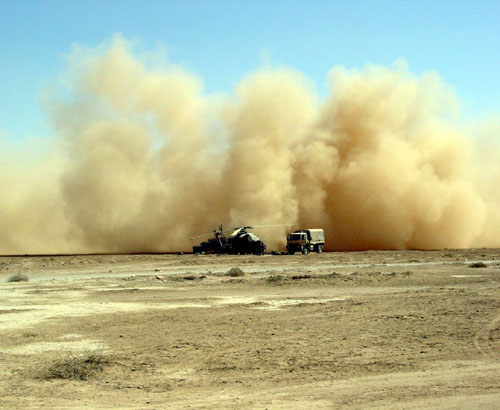
شن‌خیزش ایجاد شده بوسیلهٔ بوئینگ ای‌اچ-۶۴ آپاچی
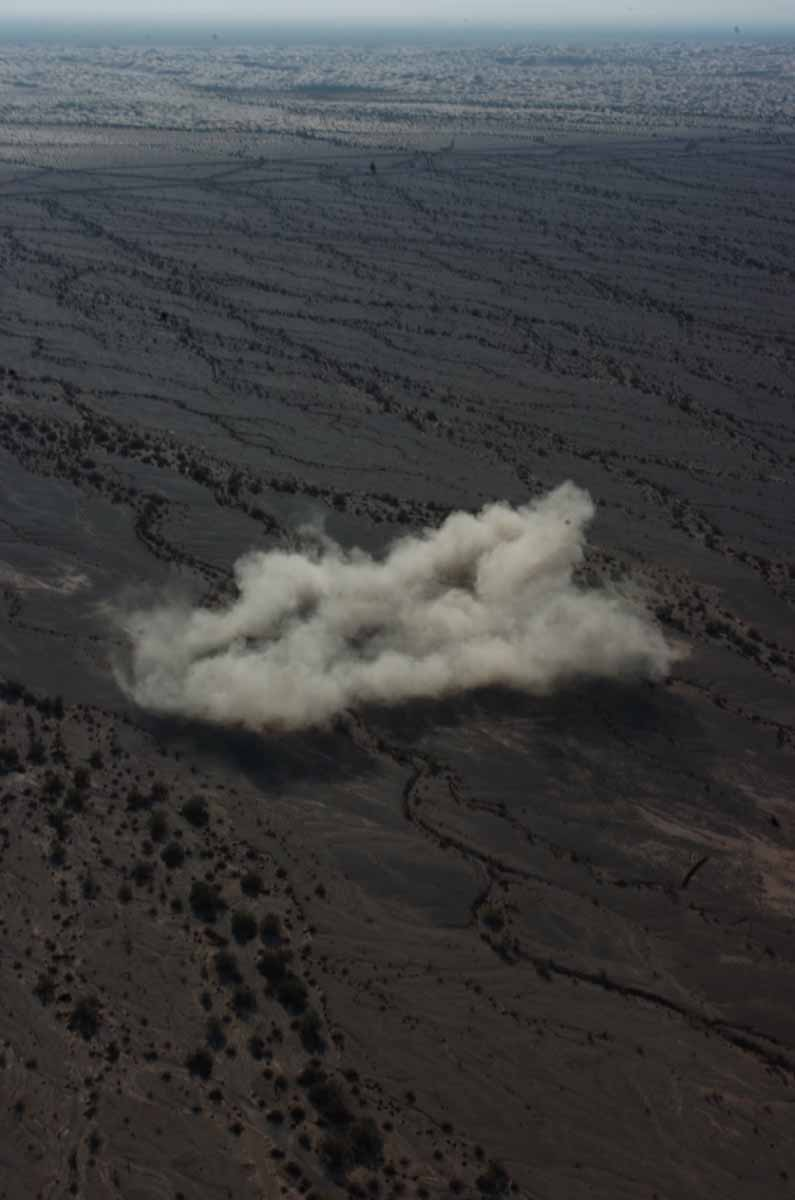
شن‌خیزش ایجاد شده بوسیلهٔ بل بوئینگ وی-۲۲ آسپری